# Calle San Martín (Concepción)
La Calle General José de San Martín es una calle de Concepción, Tucumán, Argentina. Se extiende desde la calle Centenario hasta Barrio Iltico, siendo semipeatonal entre Cristóbal Colón y Alberdi.

## Historia
La calle fue creada con la delimitación de las calles junto al trazado original de la ciudad en 1888, convirtiéndose en la principal arteria comercial de la localidad desde inicios del siglo XX. En este, además, se instalaron instituciones como la Biblioteca Nicolás Avellaneda, la ex Escuela de Artes y Oficios, el Aeroclub Concepción, entre otros.
En 2017, en marco de las obras de renovación urbana que incluyó la remodelación de la Plaza Mitre, se convirtió en semi peatonal la calle entre Nasif Estefano y Cristóbal Colón. Los trabajos fueron inaugurados el 19 de diciembre de 2018 por el ministro del interior nacional Rogelio Frigerio, el intendente Roberto Sánchez, el diputado José Cano, y autoridades provinciales y municipales. Las obras incluyeron el ensanche de veredas, adoquinamiento de la calle e instalación de nueva iluminación, desagües, puertos USB y forestación, con un costo de ARS 32 000 000. En 2021 se extendió la semipeatonal hasta calle Alberdi.

## Sitios de Interés
A lo largo de esta calle se desarrollan varios lugares de interés y emblemáticos:
- Concepción Lawn Tennis
- Sanatorio Jesús María
- Plaza Eva Perón
- Plaza Mitre
- Biblioteca Nicolás Avellaneda
- Escuela Uladislao Frías
- Escuela Secundaria Santa Rosa de Lima
- Clínica Nuestra Señora de la Dulce Espera
- Escuela Municipal Octavio Muedra Tasquer
- Plaza San Martín
- Aeroclub Concepción